# 実際原価計算
実際原価計算（じっさいげんかけいさん、英語: Actual Cost Accounting）は原価計算の手法の一つで、実際に掛かった原価を計算する手法。原価計算基準では、「製品の実際原価を計算し、これを財務会計の主要帳簿に組み入れ、製品原価の計算と財務会計とが、実際原価をもって有機的に結合する原価計算制度である」と説明される。
実際に掛かった原価と言っても、価格については予定価格であってもよく、消費数量が実際量によって計算されている限り実際原価計算といわれる。
日商簿記検定の2級の工業簿記においては最初に学習することが多い。